# Жабін (Мазовецьке воєводство)
Жабін (пол. Żabin) — село в Польщі, у гміні Ґоворово Остроленцького повіту Мазовецького воєводства.
Населення — 560 осіб (2011).
У 1975-1998 роках село належало до Остроленцького воєводства.

## Демографія
Демографічна структура станом на 31 березня 2011 року:
|          | Загалом | Допрацездатний вік | Працездатний вік | Постпрацездатний вік |
| -------- | ------- | ------------------ | ---------------- | -------------------- |
| Чоловіки | 281     | 69                 | 182              | 30                   |
| Жінки    | 279     | 69                 | 151              | 59                   |
| Разом    | 560     | 138                | 333              | 89                   |